# Peter Joseph Lausberg

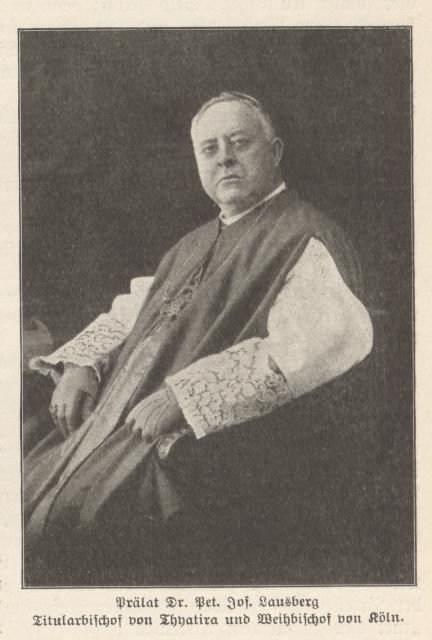
Weihbischof Lausberg

Peter Joseph Lausberg (* 30. November 1852 in Hoengen; † 30. September 1922 in Köln) war Weihbischof in Köln.

## Leben
Nach dem Besuch der Aachener Stiftsschule und des Quirinus-Gymnasiums in Neuss studierte Lausberg in Münster Theologie, woraufhin er das Kölner Priesterseminar besuchte. Am 21. November 1875 in Köln zum Priester geweiht, erhielt er aufgrund des Kulturkampfes keine Anstellung innerhalb des Erzbistums Köln, so dass er in das Bistum Lüttich (Belgien) ausweichen musste. Hier war er von 1876 bis 1880 Kaplan in Voeren, anschließend Lehrer an der höheren Lazaristenschule und dann an der höheren Mädchenschule der Töchter vom hl. Kreuz in Theux. Ab 1889 war er Domvikar in Köln und zugleich Kanzlist am Generalvikariat. Nachdem er 1893 Pfarrer an St. Mariä Empfängnis in Düsseldorf geworden war, wurde er 1900 durch Erzbischof Hubert Theophil Simar zum Präses des Priesterseminars in Köln ernannt. Auf dem Essener Katholikentag 1906 hielt er einen vielbeachteten Vortrag über Die Frauenfrage. Nachdem ihn Erzbischof Felix von Hartmann 1914 in das Kölner Domkapitel berufen hatte, ernannte ihn der Papst am 1. Mai 1914 zum Titularbischof von Thyatira und Weihbischof in Köln. Erzbischof Karl Joseph Schulte ernannte Lausberg im Jahre 1921 zum Domdechanten.
Nach ihm ist im Hoengener Ortsteil Warden, heute Stadt Alsdorf, die Dr.-Lausberg-Straße benannt.